# Albion (Village, Orleans County, New York)
Albion ist ein Village innerhalb der Town Albion im Orleans County des Bundesstaats New York mit einer Einwohnerzahl von 5637 (Stand: 2020). Albion bildet den County Seat des Orleans County. 

## Geschichte
Die Gegend um Albion wurde erstmals 1812 von europäischen Amerikanern besiedelt. Dieses Gebiet zog nur wenige Bewohner an, bevor gegen Ende des Jahrzehnts bekannt wurde, dass der Eriekanal hier durchgebaut werden würde. Im Jahr 1822 kaufte ein Unternehmer namens Nehemiah Ingersoll einen Großteil des Landes in der Nähe der geplanten Kreuzung des Kanals und der Oak Orchard Road, der damaligen wichtigsten Nord-Süd-Route durch die Gegend. Das Grundstück wurde bald unterteilt, und das Dorf, damals als Newport bekannt, begann zu wachsen.
Zwei Jahre später wurde Orleans County gegründet. Die Staatsbeamten zogen sowohl Gaines (damals bevölkerungsreicher) als auch Newport als Sitz des Countys in Betracht, da sie zentral im neuen County lagen. Sie entschieden sich 1826 für Newport aufgrund seiner Lage am Kanal und am West Branch des Sandy Creek, wo bereits eine Mühle errichtet worden war. Im nächsten Jahr änderte der Ort seinen Namen in Albion, um postalische Verwechslungen mit dem anderen Newport im Oneida County zu vermeiden. Im Jahr 1828 wurde Albion als Dorf gegründet.

## Demografie
Nach einer Schätzung von 2019 leben in Albion 5735 Menschen. Die Bevölkerung teilt sich im selben Jahr auf in 79,3 % nicht-hispanische Weiße, 11,8 % Afroamerikaner und 5,4 % mit zwei oder mehr Ethnizitäten. Hispanics oder Latinos machten 4,6 % der Bevölkerung aus. Das mittlere Haushaltseinkommen lag bei 39.590 US-Dollar und die Armutsquote bei 15,7 %.